# West Baden Springs, Indiana
West Baden Springs är en stad i French Lick Township i Orange County i delstaten Indiana i USA. Enligt United States Census Bureau hade staden 2010 en folkmängd på 574 invånare. Den är NBA-legenden Larry Birds hemstad.